# 東北パイオニア
東北パイオニア株式会社（とうほくパイオニア、Tohoku Pioneer Corporation）は、山形県天童市に本社を置く、パイオニアの子会社。
カーエレクトロニクス関連製品（主にカーオーディオ用スピーカーユニット）を開発・製造するメーカー。
かつては家庭用音響機器（ホームオーディオ）用アクセサリー（主にヘッドフォン、マイクロフォンなど）の開発・製造を手掛けていた（後にオンキヨー&パイオニアを経てオンキヨーホームエンターテイメントへ移管）。
1997年、パッシブ駆動方式有機ELディスプレイ量産に成功し、グループ内でも特徴的な会社である。

## 沿革
- 1966年（昭和41年）8月1日 - パイオニアの出資で山形県天童市に会社設立。
- 1981年（昭和56年） - 米沢市に米沢工場稼働。
- 1997年（平成9年） - パッシブ駆動方式有機ELディスプレイ量産に成功。
- 2000年（平成12年）  - 東証2部上場。
- 2007年（平成19年） 
  - 5月15日 - パイオニアより、株式公開買い付け（TOB）の実施を発表。
  - 9月25日 - パイオニアの完全子会社となり、上場廃止。

## テレビ番組
- 日経スペシャル ガイアの夜明け 未来へはばたけ!ニッポンの技術（2003年10月7日、テレビ東京）[2] - 有機ELの量産化技術について。